# 카케타주

카케타 주

카케타주(스페인어: Departamento del Caquetá)는 콜롬비아 남부에 위치한 주로 주도는 플로렌시아이며 면적은 88,965km2, 인구는 465,477명(2013년 기준), 인구 밀도는 5.2명/km2이다. 1982년에 신설되었으며 15개 지방 자치체를 관할한다. 서쪽으로는 카우카 주와 우일라 주, 북쪽으로는 메타 주, 북동쪽으로는 과비아레 주, 동쪽으로는 바우페스 주, 남쪽으로는 아마소나스 주, 푸투마요 주와 접한다.

주기
주 문장